# Redi Jupi
Redi Bashkim Jupi (Valona, 31 marzo 1974) è un allenatore di calcio ed ex calciatore albanese, di ruolo centrocampista.

## Carriera

### Nazionale
Ha esordito con la maglia della nazionale albanese nel 1995 e vi ha giocato fino al 2006 collezionando 19 presenze.

## Statistiche

### Presenze e reti nei club
Statistiche aggiornate al 14 ottobre 2007.
| Stagione                | Squadra                 | Campionato              | Campionato | Campionato | Coppa nazionale | Coppa nazionale | Coppa nazionale | Coppe europee | Coppe europee | Coppe europee | Altre coppe | Altre coppe | Altre coppe | Totale | Totale |
| Stagione                | Squadra                 | Comp                    | Pres       | Reti       | Comp            | Pres            | Reti            | Comp          | Pres          | Reti          | Comp        | Pres        | Reti        | Pres   | Reti   |
| ----------------------- | ----------------------- | ----------------------- | ---------- | ---------- | --------------- | --------------- | --------------- | ------------- | ------------- | ------------- | ----------- | ----------- | ----------- | ------ | ------ |
| 1994-1995               | Dinamo Tirana           | KP                      | 11         | 1          | CA              | 0               | 0               | -             | -             | -             | -           | -           | -           | 11     | 1      |
| 1995-gen. 1996          | Olimpik Tirana          | KP                      | 14         | 0          | CA              | 0               | 0               | -             | -             | -             | -           | -           | -           | 14     | 0      |
| gen.-giu. 1996          | Partizani Tirana        | KP                      | 17         | 1          | CA              | 0               | 0               | -             | -             | -             | -           | -           | -           | 17     | 1      |
| 1996-1997               | Istria                  | 1. HNL                  | 9          | 0          | CC              | 0               | 0               | -             | -             | -             | -           | -           | -           | 9      | 0      |
| 1997-gen. 1998          | Rijeka                  | 1. HNL                  | 3          | 0          | CC              | 0               | 0               | -             | -             | -             | -           | -           | -           | 3      | 0      |
| gen.-giu. 1998          | Slavija Vevče           | 1. SNL                  | 22         | 1          | CS              | 0               | 0               | -             | -             | -             | -           | -           | -           | 22     | 1      |
| lug. 1998               | Tirana                  | KS                      | 0          | 0          | CA              | 0               | 0               | CU            | 2             | 0             | -           | -           | -           | 2      | 0      |
| 1998-1999               | Partizani Tirana        | KS                      | 25         | 2          | CA              | 0               | 0               | -             | -             | -             | -           | -           | -           | 25     | 2      |
| Totale Partizani Tirana | Totale Partizani Tirana | Totale Partizani Tirana | 42         | 3          |                 | 0               | 0               |               | -             | -             |             | -           | -           | 42     | 3      |
| lug. 1999               | Bylis Ballsh            | KS                      | 0          | 0          | CA              | 0               | 0               | CU            | 2             | 0             | -           | -           | -           | 2      | 0      |
| 1999-2000               | Dinamo Tirana           | KS                      | 22         | 1          | CA              | 0               | 0               | -             | -             | -             | -           | -           | -           | 22     | 1      |
| 2000-2001               | Dinamo Tirana           | KS                      | 24         | 2          | CA              | 0               | 0               | -             | -             | -             | -           | -           | -           | 24     | 2      |
| 2001-2002               | Dinamo Tirana           | KS                      | 25         | 2          | CA              | 0               | 0               | UCL+CU        | 2+2           | 0             | -           | -           | -           | 29     | 2      |
| lug.-ago. 2002          | Dinamo Tirana           | KS                      | 0          | 0          | CA              | 0               | 0               | UCL           | 2             | 0             | -           | -           | -           | 2      | 0      |
| 2002-2003               | Tirana                  | KS                      | 22         | 3          | CA              | 2               | 0               | -             | -             | -             | -           | -           | -           | 24     | 3      |
| Totale Tirana           | Totale Tirana           | Totale Tirana           | 22         | 3          |                 | 2               | 0               |               | 2             | 0             |             | -           | -           | 26     | 3      |
| 2003-2004               | Diyarbakırspor          | 1L                      | 31         | 0          | CT              | 2               | 0               | -             | -             | -             | -           | -           | -           | 33     | 0      |
| 2004-2005               | Diyarbakırspor          | 1L                      | 27         | 1          | CT              | 3               | 0               | -             | -             | -             | -           | -           | -           | 30     | 1      |
| 2005-2006               | Diyarbakırspor          | SL                      | 30         | 0          | CT              | 3               | 0               | -             | -             | -             | -           | -           | -           | 33     | 0      |
| Totale Diyarbakırspor   | Totale Diyarbakırspor   | Totale Diyarbakırspor   | 88         | 1          |                 | 8               | 0               |               | -             | -             |             | -           | -           | 96     | 1      |
| 2006-2007               | Dinamo Tirana           | KS                      | 15         | 2          | CA              | 0               | 0               | -             | -             | -             | -           | -           | -           | 15     | 2      |
| Totale Dinamo Tirana    | Totale Dinamo Tirana    | Totale Dinamo Tirana    | 97         | 8          |                 | 0               | 0               |               | 8             | 0             |             | -           | -           | 105    | 8      |
| Totale carriera         | Totale carriera         | Totale carriera         | 297        | 16         |                 | 10              | 0               |               | 10            | 0             |             | -           | -           | 317    | 16     |

## Palmarès

### Giocatore

#### Club

##### Competizioni nazionali
- Campionato albanese: 1

Dinamo Tirana: 2001-2002